# Coeliades pansa
Coeliades pansa is een vlinder uit de familie van de dikkopjes (Hesperiidae). De wetenschappelijke naam van de soort is voor het eerst gepubliceerd in 1867 door William Chapman Hewitson.

## Verspreiding
De soort komt voor in Madagaskar, Mauritius en Réunion.

## Waardplanten
De rups leeft op Hiptage benghalensis (Malpighiaceae).